# Pentateuco samaritano

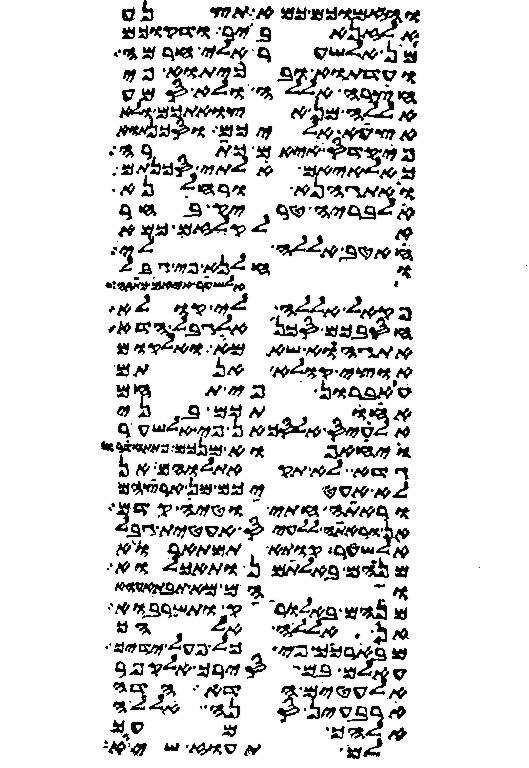
Pentateuco samaritano de Nablus, escrito em caracteres hebraicos samaritanos.

Pentateuco Samaritano ou Torá Samaritana é o nome que se dá à Torá usada pelos  samaritanos. Os samaritanos recusam o restante dos livros do Tanakh, aceitando apenas sua Torá como livro inspirado. Os samaritanos os rejeitam por não aceitá-los como vindos de Deus.
O Pentateuco samaritano, apesar de estar escrito em hebraico assim como a Torá judaica, está escrito no alfabeto samaritano, que tem uma escrita diferente da do alfabeto hebraico moderno com o qual os pergaminhos da Torá e os textos judaicos são escritos, e é uma forma de escrita mais próxima do alfabeto fenício ou paleo-hebraico, a escrita dominante na Terra de Israel antes do cativeiro babilônico (cerca de 597-586 a.C). Há muitas variantes textuais entre o Texto Massorético e a Torá Samaritana. Um exemplo é que na versão samaritana dos Dez Mandamentos Deus conclama o povo que construa o altar no Monte Gerizim. O Pentateuco Samaritano ficou conhecido mundialmente, quando Pietro della Valle trouxe de Damasco em 1616 uma cópia do texto.